# Grey riders
Grey riders is een lied van Neil Young & International Harvesters. De eerste officiële uitgaven van Young verschenen in 2011 op een single en op hun muziekalbum A treasure. Het nummer werd live opgenomen in New York in 1985.

## Tekst en muziek
Mede onder invloed van International Harvester Ben Keith maakte Young in deze tijd countrymuziek, in het geval van Grey riders countryrock. De luisteraar wordt meegenomen naar een omgeving vergelijkbaar met die in Ghost riders in the sky waar dit nummer op lijkt te zijn geïnspireerd.
Het nummer begint met de woorden "The night was cold and the wind was howling". Muzikaal wordt dit begeleid met een intro van een elektrische gitaar, waar een drumritme aan toegevoegd wordt en daarop de fiddlemelodie van Rufus Thibodeaux.

## Sinds de opnames in 1985
De opname van het nummer dateert al van 10 september 1985. Het werd toen live opgenomen aan de Pier 84 aan de noordelijke Hudson-rivier in Manhattan. Young tourde in die jaren met de International Harvesters met onder meer Ben Keith, Tim Drummond en Joe Allen in de gelederen (niet te verwarren met de Zweedse band).
Het nummer werd ervoor nog niet eerder officieel uitgegeven. In die tijd had Young een conflict met zijn nieuwe label Geffen Records omdat hij volgens David Geffen telkens nieuwe muzikale richtingen insloeg. Young liet plaatopnames daarom een tijd achterwege en ging toeren zonder de ondersteuning van zijn platenmaatschappij.
Wel verscheen het enkele malen op ongeautoriseerde albums, zoals op de compilaties Rock'n'roll cowboy - A life on the road •1966/1994• (1994) in Italië, TV EP & best of the unreleased (1994) in Europa (waarschijnlijk Duitsland of Engeland) en Collector's heartland (1997) in Duitsland.
Het nummer werd onder meer gecoverd op het album Release the hounds (1999) van de Sand Rubies.